# Turylcze
Turylcze – wieś w rejonie czortkowskim obwodu tarnopolskiego. W II Rzeczypospolitej miejscowość była siedzibą gminy wiejskiej Turylcze w powiecie borszczowskim województwa tarnopolskiego. Wieś liczy 806 mieszkańców.

## Historia
W okresie międzywojennym w miejscowości stacjonowała kompania graniczna KOP „Turylcze”.
Przed 1939 stosowano też nazwę Słobódka-Turyl.
Częścią wsi są Słobódka Turylecka i Puklaki, dawniej odrębna wsie i gminy.
W latach 1944–1945 nacjonaliści ukraińscy z OUN-UPA zamordowali w Turylczu i Słobódce Turyleckiej łącznie 47 Polaków i 4 Ukraińców.